# Stráž nad Nisou
Stráž nad Nisou – gmina w Czechach, w powiecie Liberec, w kraju libereckim. Jest enklawą na terenie Liberca. Według danych z dnia 1 stycznia 2014 liczyła 2263 mieszkańców.